# Observatório Orchard Hill
Orchard Hill é um observatório astronômico localizado na cidade de Amherst, Massachusetts, Estados Unidos. Foi construído em 1965 e é operado e mantido pelo Departamento de Astronomia da Universidade de Massachusetts.